# Typhlops hypogius
Typhlops hypogius là một loài rắn trong họ Typhlopidae. Loài này được Savage mô tả khoa học đầu tiên năm 1950.